# Müge Boz
Müge Boz (* 13. April 1984 in Istanbul) ist eine türkische Schauspielerin und Model.

## Leben und Karriere
Boz wurde am 13. April 1984 in Istanbul geboren. Ihre Mutter ist bosniakischer Abstammung. Ihr Vater stammt aus der Ägäisregion. Sie verbrachte ihre Kindheit in Istanbul, aber im Alter von zwölf Jahren zog sie aufgrund der beruflichen Anforderungen ihres Vaters mit ihrer Familie nach Karşıyaka. Sie besuchte die İzmir Atatürk High School. Danach studierte sie an der Anadolu Üniversitesi. Außerdem lernte sie elf Jahre Ballett und vier Jahre Klavier.
Ihr Debüt gab sie 2008 in der Fernsehserie Melekler Korusun. Ihren Durchbruch hatte sie in der Serie Leyla ile Mecnun. Anschließend war sie in der Serie Gurbette Aşk zu sehen. Unter anderem trat sie in Aşk Emek İster auf. 2021 spielte sie in der Fernsehserie Akıncı mit.

## Filmografie
Filme
- 2011: Toprağın Çocukları
- 2012: Bir Hikayem Var
- 2012: Karaoğlan
- 2013: Bu İşte Bir Yalnızlık Var
- 2018: Nezih Bir Film
- 2019: Çat Kapı Aşk
- 2019: Geçmiş Olsun

Serien
- 2008: Melekler Korusun
- 2011: Şüphe
- 2011: Karakol-Herkes Adalet İster
- 2012: Leyla ile Mecnun
- 2013: Gurbette Aşk Bir Yastıkta
- 2013: Yalan Dünya
- 2013: Aşk Emek İster
- 2014–2015: Arka Sokaklar
- 2016: Sevda Kuşun Kanadında
- 2017: Muhteşem Yüzyıl: Kösem
- 2017: Kayıtdışı
- 2021: Akıncı

Sendungen
- 2022: Maske Kimsin Sen?